# الدوري البرازيلي الدرجة الثانية 2001
الدوري البرازيلي الدرجة الثانية 2001 هو موسم من الدوري البرازيلي الدرجة الثانية. أشرف على تنظيمه اتحاد البرازيل لكرة القدم، وكان عدد الأندية المشاركة فيه 28، وفاز فيه نادي بايساندو ‏.